# Francia 2030
Francia 2030 (en francés, France 2030 )es un plan de gasto del gobierno francés de 54 mil millones de euros, a lo largo de 5 años, anunciado por el presidente de la República Emmanuel Macron el 12 de octubre de 2021 en el Elíseo.
El gobierno justificó el gasto alegando que el objetivo sería que Francia se recupere de su atraso en determinados sectores industriales, promover el gasto gubernamental en desarrollo sustentable y comprometer a Francia en el control de los espacios comunes (digital, espacio ultraterrestre, fondos marinos).

## Objetivos
En los contextos de "crisis climática europea, competencia internacional y crisis sanitaria," la ambición de «Francia 2030» es comprometer al país en el camino de la transición ecológica y la independencia estratégica, a través de un plan de gasto gubernamental masivo, para "sacar a la luz a los futuros campeones tecnológicos del futuro". 

### Producir mejor
- Promover la creación de un suministro francés de pequeños reactores modulares (SMR) para el 2035.
- Convertirse en líder en hidrógeno verde y energías renovables en 2030.
- Descarbonizar la industria francesa para respetar el compromiso de reducir, entre 2015 y 2030, el 35% de las emisiones de gases de efecto invernadero en este sector.
- Producir en Francia, para el 2030, cerca de 2 millones de vehículos eléctricos e híbridos en «gigafábricas».
- Producir en Francia, para el 2030, el primer avión con bajas emisiones de carbono.

### Vivir mejor
- Invertir en alimentos saludables, sustentables y rastreables, para acelerar la revolución agrícola y alimentaria.
- Producir al menos veinte biomedicamentos en Francia, en particular contra el cáncer y las enfermedades crónicas, incluidas las relacionadas con la edad, y crear los dispositivos médicos del futuro.
- Situar a Francia a la vanguardia de la producción de contenidos culturales y creativos.

### Entender mejor
- Invertir en la exploración del espacio con la producción de minilanzadores y micro y minisatélites reutilizables
- Invertir en el campo de los fondos marinos para una mejor comprensión de los seres vivos

## Beneficiarios de los subsidios
La Compañía de Exploración recibió un subsidio para desarrollar un motor a metano licuado, y otro para su proyecto DEMARLUS.

## Recepción

### Crítica positiva
Cerca de 200 líderes empresariales estuvieron presentes durante la presentación del plan de futuro en el Elíseo el 12 de octubre de 2022. Los invitados por el gobierno naturalmente acogieron favorablemente una respuesta económica positiva a los grandes desafíos del mañana, con el objetivo de hacer de Francia una “gran nación de innovación".
France Digitale acogió con satisfacción estos anuncios presidenciales; casi la mitad del plan de inversiones se dedica a  empresas emergentes. Dicha organización gremial comentó que invertir masivamente en nuevas empresas es "dar a Francia una ventaja tecnológica".
FICAM, otro ente gremial, saludó aquello que denominó ser una contribución histórica y decisiva al futuro del sector audiovisual.
El ente gremial MEDEF acogió con satisfacción la ambición y la perspectiva de este plan, pero reclamó ciertas condiciones para su éxito: Francia 2030 debe centrarse en primer lugar en las empresas privadas, su gobernanza debe ser clara, su ejecución ágil para poder reorientar rápidamente las inversiones y los usos de estas nuevas tecnologías deben ser apoyados para garantizar su desarrollo real.

### Crítica negativa
El exmagistrado del Tribunal de Cuentas, François Ecalle, advirtió del limitado efecto macroeconómico que debería tener el plan Francia 2030 . De hecho, la inversión pública total ya ha alcanzado los 90 mil millones de euros al año, eclipsando los €10,000 millones anuales del Francia 2030.
El Tribunal de Cuentas también criticó la falta de difusión de la innovación «hacia soluciones económicamente viables».
A seis meses de las elecciones presidenciales francesas de 2022, la oposición política criticó una “propaganda» Macron y denunció una “euforia de gasto» en el período preelectoral. Los candidatos de la oposición denunciaron una forma de lanzar la campaña del futuro candidato Macron sin decirlo y calificaron el plan Francia 2030 como una hoja de ruta para un potencial nuevo mandato de cinco años.
El candidato comunista Fabien Roussel cree que al financiar Francia 2030 mediante préstamos en lugar de gravar las superganancias del CAC40, Emmanuel Macron está promoviendo el capitalismo y la competencia. La candidata republicana Valérie Pécresse denuncia anuncios costosos, tras el plan de recuperación post-Covid de 100 mil millones de euros en 2020, el “cueste lo que cueste», inversiones excepcionales para la ciudad de Marsella, el proyecto de ley de finanzas 2022 y ahora el plan Francia 2030  .

## Artículos relacionados
- Plan de recuperación europeo 2020
- Reindustrialización

- Datos: Q116202602